# Gaussova gravitacijska konstanta
Gaussova gravitacíjska konstánta [gáusova ~] je astronomska in fizikalna konstanta in predstavlja gravitacijsko konstanto, izraženo v enotah Osončja, namesto v enotah mednarodnega sistema enot. Imenuje se po Carlu Friedrichu Gaussu. Prednost takšne oblike je v tem, da lahko z njo točno opišemo gibanje planetov, ne da bi poznali velikostno stopnjo Osončja ali mase Sonca in planetov v enotah, kot so na primer enote v sistemu SI.
Pri tem se rabijo naslednje enote:
- dolžina {\displaystyle A}: astronomska enota (srednja polos Zemljinega tira okrog Sonca),
- čas {\displaystyle D}: srednji Sončev dan (srednja vrtilna doba Zemlje okrog svoje vrtilne osi glede na Sonce),
- masa {\displaystyle S}: Sončeva masa {\displaystyle m_{\odot }}

Iz tretjega Keplerjevega zakona za gibanje Zemlje izhaja vrednost Gaussove gravitacijske konstante:
{\displaystyle k=0,01720209895\ \mathrm {A} ^{3}\,\mathrm {D} ^{-2}\,\mathrm {S} ^{-1}\!\,.}
Gaussove gravitacijske konstante ne smemo zamenjevati z Gaussovo konstanto iz matematike.
Mednarodna astronomska zveza je leta 1939 privzela zgornjo vrednost za astronomsko konstanto. Vrednostz astronomske enote je izpeljana iz nje, in ni več izpeljana iz dejanskega Zemljinega tira. V sodobnih efemeridah je srednja polos Zemljinega tira malo večja od 1 a.e., sidersko leto pa je malo krajše od enega Gaussovega leta.
Gauss se ni popolnoma zavedal sekularnega večanja dolžine srednjega Sončevega dne in ni poznal relativističnih razlik v teku ur. Dan, določen s to konstanto, je kasneje služil kot osnova za efemeridni čas. V sodobni rabi pa je merjen v enotah baricentričnega dinamičnega časa (TDB). 1/86400 dneva, določenega s to konstanto, je bila efemeridna sekunda. Dolžina efemeridne sekunde izmerjene z urami na zemeljskem površju je bila sprejeta kot sekunda v sistemu SI.